# Sebastian Nilsson
Daniel Sebastian Johan Nilsson, född 1 februari 2003, är en svensk fotbollsspelare som spelar för Oskarshamns AIK. 

## Karriär
Sebastian Nilsson är uppvuxen på Öland och började spela fotboll i moderklubben Persnäs AIF. Innan han lämnade klubben hann han som 14-åring med att A-lagsdebutera i Division 6 Kalmar/Öland.

### Kalmar FF
Säsongen 2018 flyttade Nilsson till Kalmar FF.  Tre år senare kom A-lagsdebuten i Smålandsklubben. Den 6 februari 2021 fick Nilsson chansen i årets första träningsmatch mot Malmö FF. Det blev sedan spel i ytterligare ett par träningsmatcher innan skador förstörde säsongen för Nilsson.
Tävlingsdebuten kom istället den efterföljande säsongen, då han fick chansen från start i 2-0-segern mot Tvååkers IF i Svenska Cupens andra omgång den 31 augusti 2022.  I årets sista allsvenska omgång fick sedan Nilsson också debutera i högsta serien, via ett sent inhopp i 4-0-segern mot GIF Sundsvall den 6 november. Efter matchen belönades Kalmar FF med bronsmedaljer för sin fjärdeplats i Allsvenskan 2022. Bara några dagar efter den allsvenska debuten flyttade Kalmar FF upp Nilsson till A-laget.

### Oskarshamns AIK
I januari 2024 värvades Nilsson av Ettan Södra-klubben Oskarshamns AIK.

## Statistik
| Klubb              | Säsong             | Liga                            | Liga    | Liga | Nationell cup | Nationell cup | Totalt  | Totalt |
| Klubb              | Säsong             | Division                        | Matcher | Mål  | Matcher       | Mål           | Matcher | Mål    |
| ------------------ | ------------------ | ------------------------------- | ------- | ---- | ------------- | ------------- | ------- | ------ |
| Persnäs AIF        | 2017               | Division 6 Småland Kalmar/Öland | 1       | 0    | 0             | 0             | 1       | 0      |
| Kalmar FF          | 2022               | Allsvenskan                     | 1       | 0    | 1             | 0             | 2       | 0      |
| Kalmar FF          | 2023               | Allsvenskan                     | 0       | 0    | 0             | 0             | 0       | 0      |
| Kalmar FF          | Totalt             | Totalt                          | 1       | 0    | 1             | 0             | 2       | 0      |
| Oskarshamns AIK    | 2024               | Ettan Södra                     | 29      | 0    | 0             | 0             | 29      | 0      |
| Totalt i karriären | Totalt i karriären | Totalt i karriären              | 31      | 0    | 1             | 0             | 32      | 0      |